# Apotomis betuletana
Apotomis betuletana es una especie de polilla del género Apotomis, tribu Olethreutini, familia Tortricidae. Fue descrita científicamente por Haworth en 1811.
La envergadura es de unos 16–20 milímetros. Se distribuye por Europa: Inglaterra.